# Cheer Up and Smile
Cheer Up and Smile é um filme norte-americano de 1930, do gênero comédia musical, dirigido por Sidney Lanfield e estrelado por Arthur Lake e Dixie Lee.

## A produção
Além de marcar a estreia de Lanfield na direção, Cheer Up and Smile também é o último filme em que John Wayne participa sem ser creditado. A seguir, ele faria The Big Trail, de Raoul Walsh, e iniciaria uma nova etapa em sua carreira.
O roteiro traz algumas mudanças inesperadas, numa história sobre os amores e amarguras da juventude. O destaque do elenco é Olga Baclanova como a vamp que tenta separar os dois namorados.

## Sinopse
Durante um assalto, o cantor 'Whispering' Jack Smith é posto inconsciente. Em seu lugar, assume Eddie Fripp, um azarado com voz de taquara rachada. Para surpresa geral, ele se torna uma sensação.

## Elenco
| Ator/Atriz              | Personagem            |
| ----------------------- | --------------------- |
| Arthur Lake             | Eddie Fripp           |
| Dixie Lee               | Margie                |
| Olga Baclanova          | Yvonne                |
| 'Whispering' Jack Smith | Whispering Jack Smith |
| Johnny Andy             | Andy                  |
| Charles Judels          | Pierre                |
| John Darrow             | Tom                   |
| Sumner Getchell         | Paul                  |
| Franklin Pangborn       | Professor             |
| Buddy Messinger         | Donald                |